# Strada statale 54 (Polonia)
La strada statale 54 (sigla DK 54, in polacco droga krajowa 54) è una strada statale polacca che attraversa il Paese da Braniewo a Młoteczno.